# Eulithinus montanus
Eulithinus montanus – gatunek skorka z rodziny skorkowatych i podrodziny Allodahliinae.
Gatunek ten opisany został po raz pierwszy w 1981 roku przez Henrika Steinmanna jako Pseudochelidura montana. W 1984 roku ten sam autor opisał gatunek Eulithinus hispanicus. W 1989 Steinmann przeniósł P. montana do rodzaju Eulithinus, a E. hispanicus zsynonimizował z tymże.
Skorek ten osiąga od 7,5 do 8 mm długości ciała mierzonego wraz ze szczypcami. Ubarwienie ma brązowawe do nieco żółtawobrązowego. Szeroka i gładka głowa wyposażona jest w małe, krótsze od skroni oczy. Czułki odznaczają się pierwszym członem niewiele dłuższym niż szerokim i tylko w połowie tak długim jak rozstaw czułków. Poprzeczne przedplecze ma płaską powierzchnię z wyraźnie zaznaczoną podłużną bruzdą przez środek. Łuskopodobne, nieco krótsze od przedplecza pokrywy (tegminy) mają wyraźne i nieblaszkowate, podłużne kile na krawędziach bocznych oraz skośnie ścięte krawędzie tylne. Skrzydeł tylnej pary brak zupełnie. Pygidium ma dwa ząbki boczne. Przysadki odwłokowe (szczypce) samca są w częściach nasadowej i wierzchołkowej silnie zakrzywione, a w części środkowej mają po ząbku na krawędziach wewnętrznych. Narządy genitalne samców mają krótką virgę o nasadzie zakrzywionej w sposób typowy dla rodzaju Forficula.
Owad palearktyczny, endemiczny dla pasma Sierra Nevada w hiszpańskiej części Półwyspu Iberyjskiego.